# 奕經
已革二等輔國將軍奕经（穆麟德轉寫：uksun i ging，1791年—1853年），字润峰，满洲镶红旗人，爱新觉罗氏。他是乾隆帝的曾孙，成亲王永瑆之孙，贝勒绵懿之子，承继循郡王永璋，道光皇帝的堂侄。
历任京师乾清门侍卫、内阁学士，镶蓝旗满洲副都统、正蓝旗护军统领，道光五年（1825年），任兵部侍郎。道光十年（1830年），随钦差大臣长龄驻新疆喀什噶尔防御浩罕，回京后，历任吏部侍郎、户部侍郎。道光十四年（1834年），出任黑龙江将军。道光十六年（1836年），回京为吏部尚书，兼步军统领。道光二十一年（1841年），入阁为协办大学士。
同年十月，奕经被任命为扬威将军，到杭州督管抗击英国入侵。奕经无能，拖延战事两个月，临阵只会到关帝庙求签。结果清军在定海、镇海及宁波府一溃千里。次年，《南京条约》签订，奕经被革职。之后，奕经又任叶尔羌参赞大臣、伊犁领队大臣、伊犁、英吉沙尔领队大臣。咸豐三年（1853年），奕經奉旨率領密雲駐軍馳赴山東偕同山東巡撫李僡防御太平軍，後在徐州駐軍期間患瘧疾去世。死後獲咸豐皇帝照侍郎軍中病逝賞給撫卹,並開復任內一切處分。兄弟貝子奕緒、已革二等鎮國將軍奕紀。

## 延伸阅读
[在维基数据编辑]
 《清史稿·卷373》，出自趙爾巽《清史稿》
 《清史稿·卷373》